# Beroun

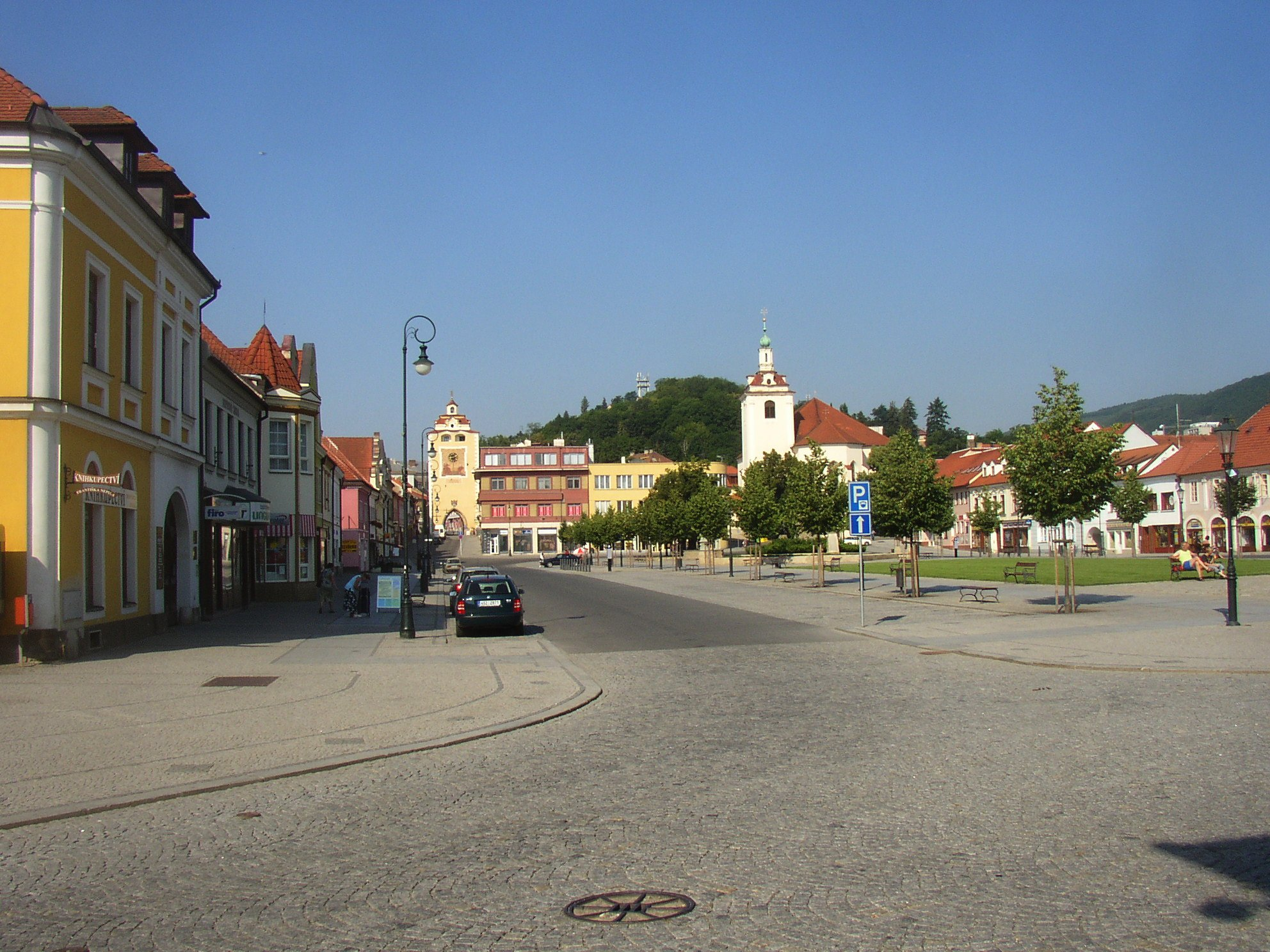
Stadsplein

Beroun (Duits: Beraun of Bern in Böhmen) is een gemeente in de regio Midden-Bohemen in Tsjechië. Het ligt 30 km ten zuidwesten van Praag bij de splitsing van de rivieren Berounka en Litavka.
Hoewel Beroun een redelijk kleine stad is, is het een bestuurlijk centrum. Dit komt doordat het aan de autoweg D5 ligt die Praag met Pilsen, en later het Duitse Beieren, verbindt.

## Geschiedenis
De eerste bekende bewoning op de plaats van de huidige stad was in het jaar 1088. In 1265 werd Beroun voor het eerst in documenten genoemd. De stad is gesticht als nederzetting voor handelaren die van Praag naar Pilsen trokken, onder de bewoners waren dan ook veel kooplieden, voornamelijk Duitsers.
Op 1 april 1421 werd Beroun door de Hussieten onder leiding van Jan Žižka veroverd. Sindsdien is de meerderheid van de inwoners Tsjechisch, en niet meer Duits. Sinds ongeveer 1860, toen erts en kalksteen gevonden werd bij de stad, is de economie gaan groeien. Ook de textielindustrie ontwikkelde zich.
In 2004 kocht de Sint Jakobskerk een "nieuw" orgel, dat afkomstig was uit de gesloopte H. Benedictuskerk in zusterstad Rijswijk. Het in 1959/1960 door Pels & Zn gebouwde orgel werd met kleine aanpassingen op het linkerbalkon geïnstalleerd.
Tegenwoordig is Beroun nog steeds een industriestad met o.a. kalkbranderijen, cementfabrieken en ijzerverwerkingsbedrijven. Daarnaast heeft Beroun een keramiekmarkt, waar sinds 7 jaar pottenbakkers en keramiekmeesters uitgenodigd worden van over de hele wereld.

## Musea / Bezienswaardigeheden
- Museum van het Tsjechische Karst (Muzeum Českého krasu)

## Partnersteden
- Brzeg, Polen
- Condega, Nicaragua
- Goslar, Duitsland
- Rijswijk, Nederland (1989-2017)[3]

## Personen

### Gewoond in Beroun
- Václav Talich (1883-1961), dirigent en violist
- Monica Sweetheart (23 april 1980), pornoactrice